# زینا گریسون

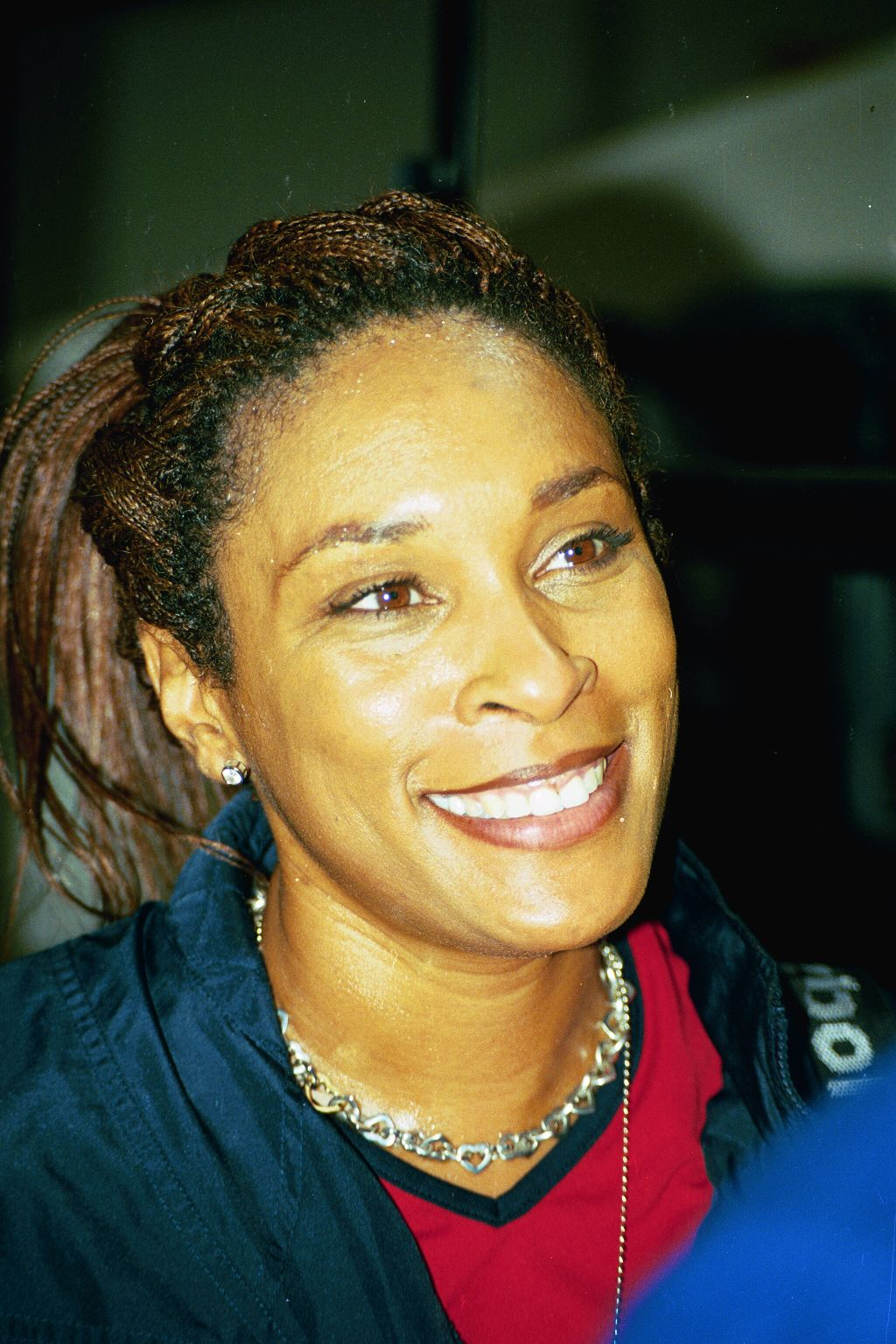
زینا گریسون در سال ۲۰۰۱

 زینا گریسون (انگلیسی: Zina Garrison؛ زاده ۱۶ نوامبر ۱۹۶۳) یک تنیس‌باز اهل ایالات متحده آمریکا است.